# Брюмундал
Брю̀мундал (на норвежки: Brumunddal) е град в южна Норвегия. Разположен е на източния бряг на езерото Мьоса във фюлке Хедмарк на около 120 km на североизток от столицата Осло. Административен център е на община Рингсакер. Има жп гара. Основни отрасли в икономиката на града са селското стопанство, лесовъдството и зимният туризъм с подходящи терени за ски. Население 9379 жители според данни от преброяването към 2014 г.

## Спорт
Представителният футболен отбор на града се казва Брюмундал Фотбал. Участвал е във второто и третото ниво на норвежкия футбол.